# Neckarwestheim
Neckarwestheim er en by i den tyske delstat Baden-Württemberg, som ligger i kreisen Heilbronn. Neckarwestheim har 3.517 indbyggere (2006).